# スタンホペア属

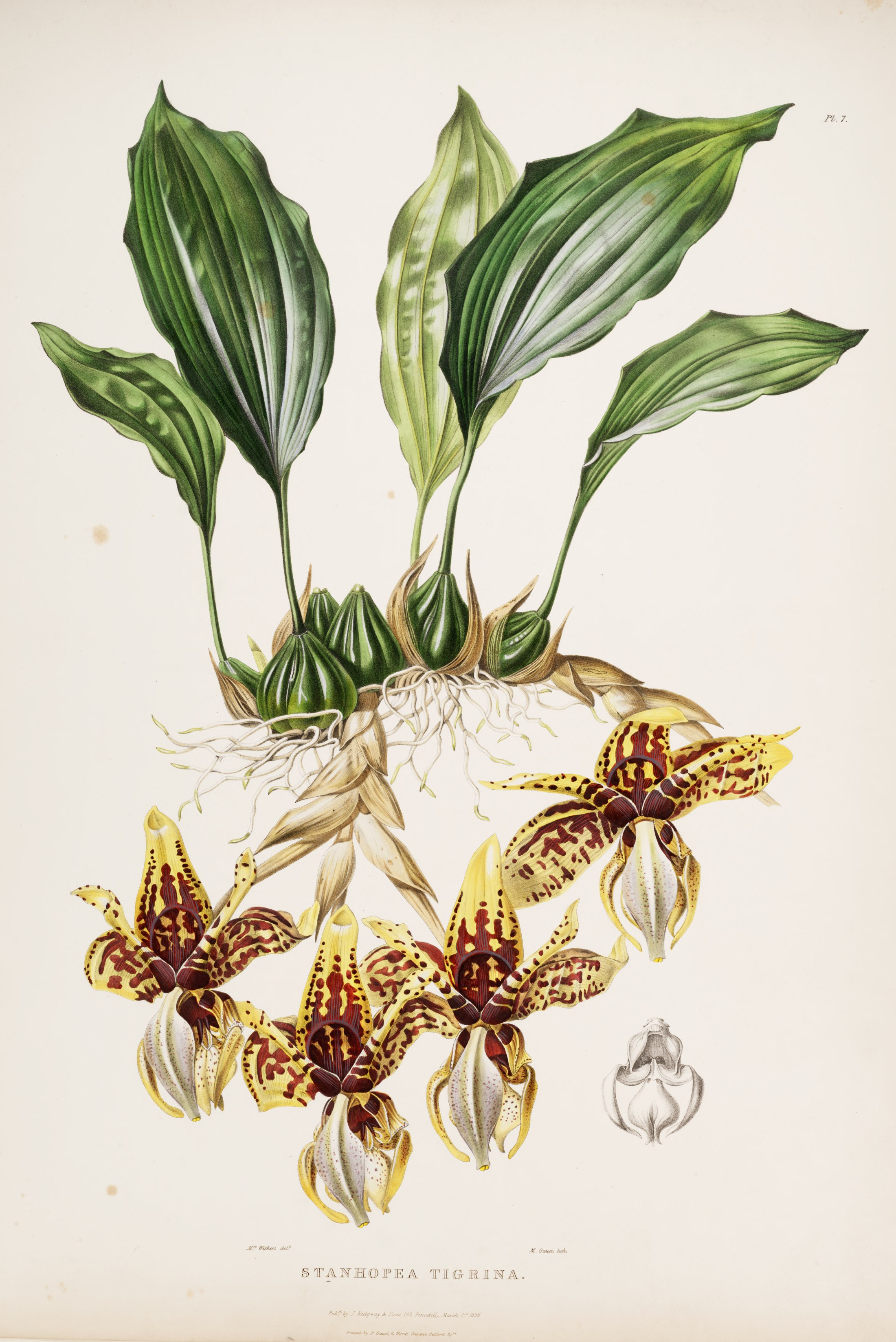
S. tigrina：図版

スタンホペア属 Stanhopea は、ラン科植物の1属。樹上に着生し複雑で奇妙な形の大輪花を少数、ぶら下がるように咲かせる。

## 特徴
常緑性の多年生草本で着生植物。偽球茎は卵形で硬く、稜がある。先端に革質の葉を1枚だけ付ける。葉は楕円形で皺がある。花茎は下向きの伸び、先端に数輪の花を付ける。花には異臭がある。花は偽鱗茎の基部から出る。花茎は真っ直ぐに下へ伸びるため、栽培下では往々にして鉢底の穴から抜け出る。花は蝋質で肉厚、香りが強く、花色は黒紫色、淡黄色、白、褐色など多様。
花の構造は複雑である。花は真下に向かって開き、ずい柱と唇弁が向かい合っている。唇弁は大きく三つの部分に分かれ、基部側のヒポキルは袋状となり、次のメソキルには大きな角状突起があり、先端はエピキルと呼ばれる。花は概して大きく、S. tigrina では径が20cm近くにもなる。

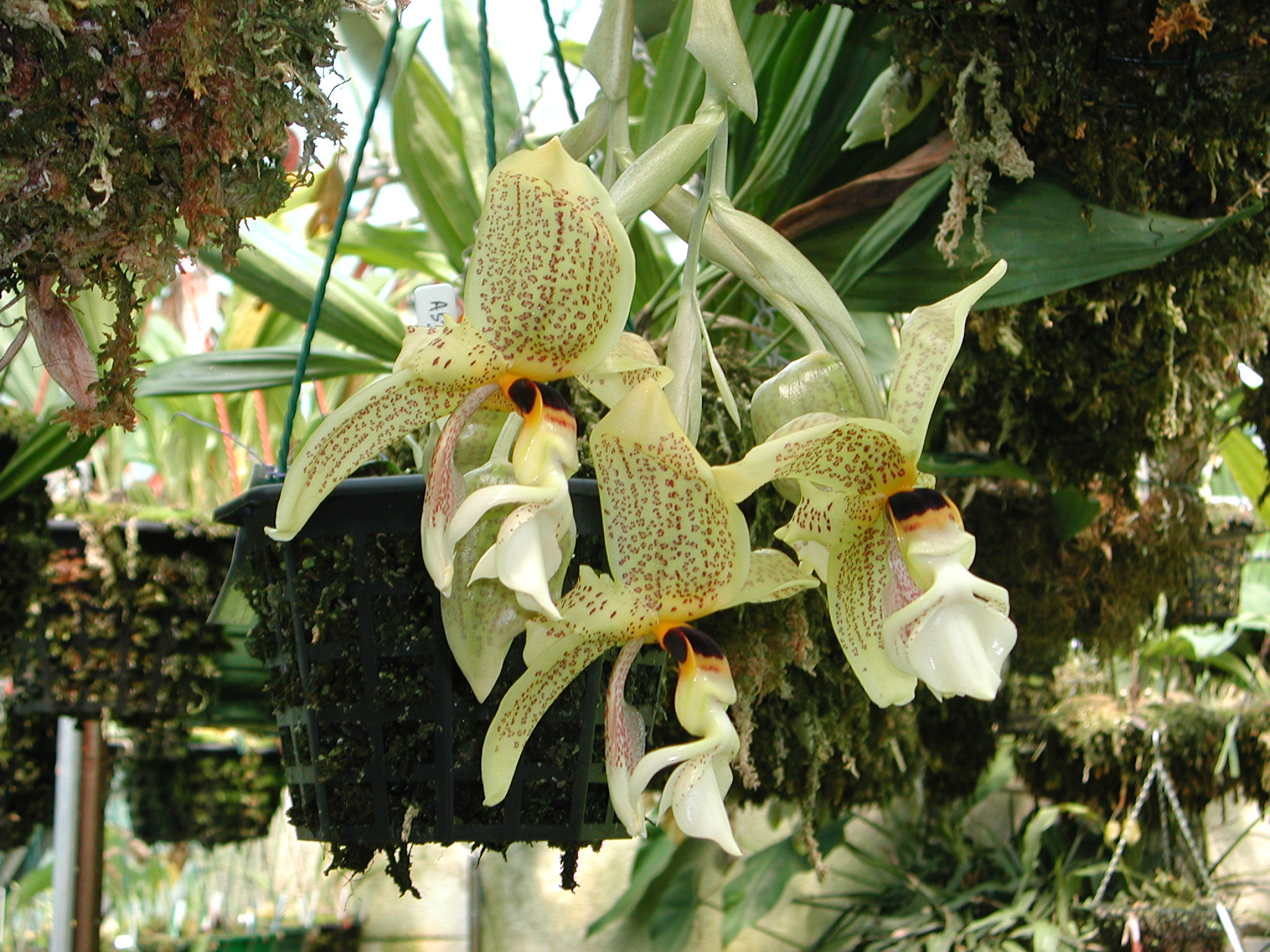
S. nicaraguensis
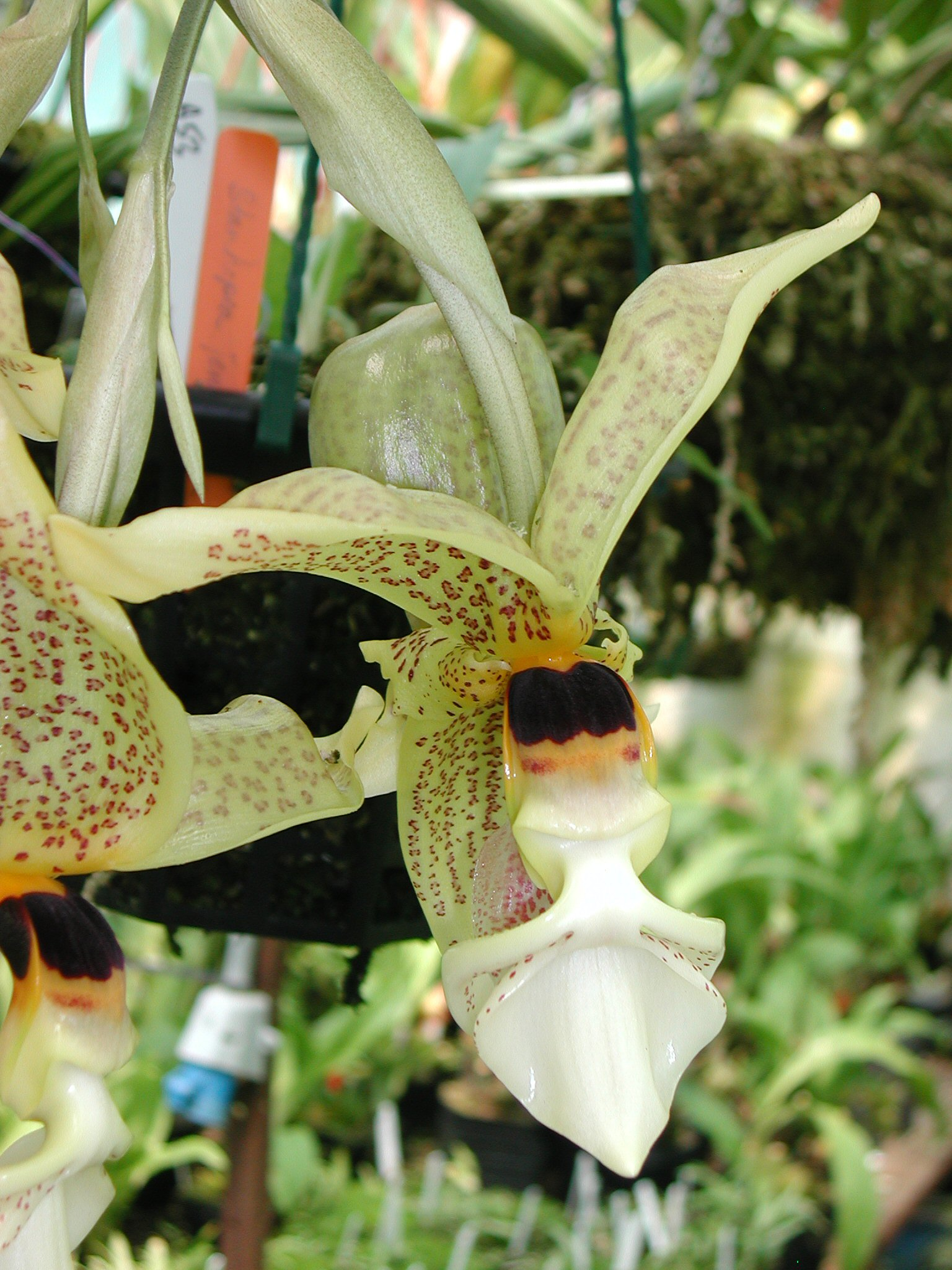
花・背面
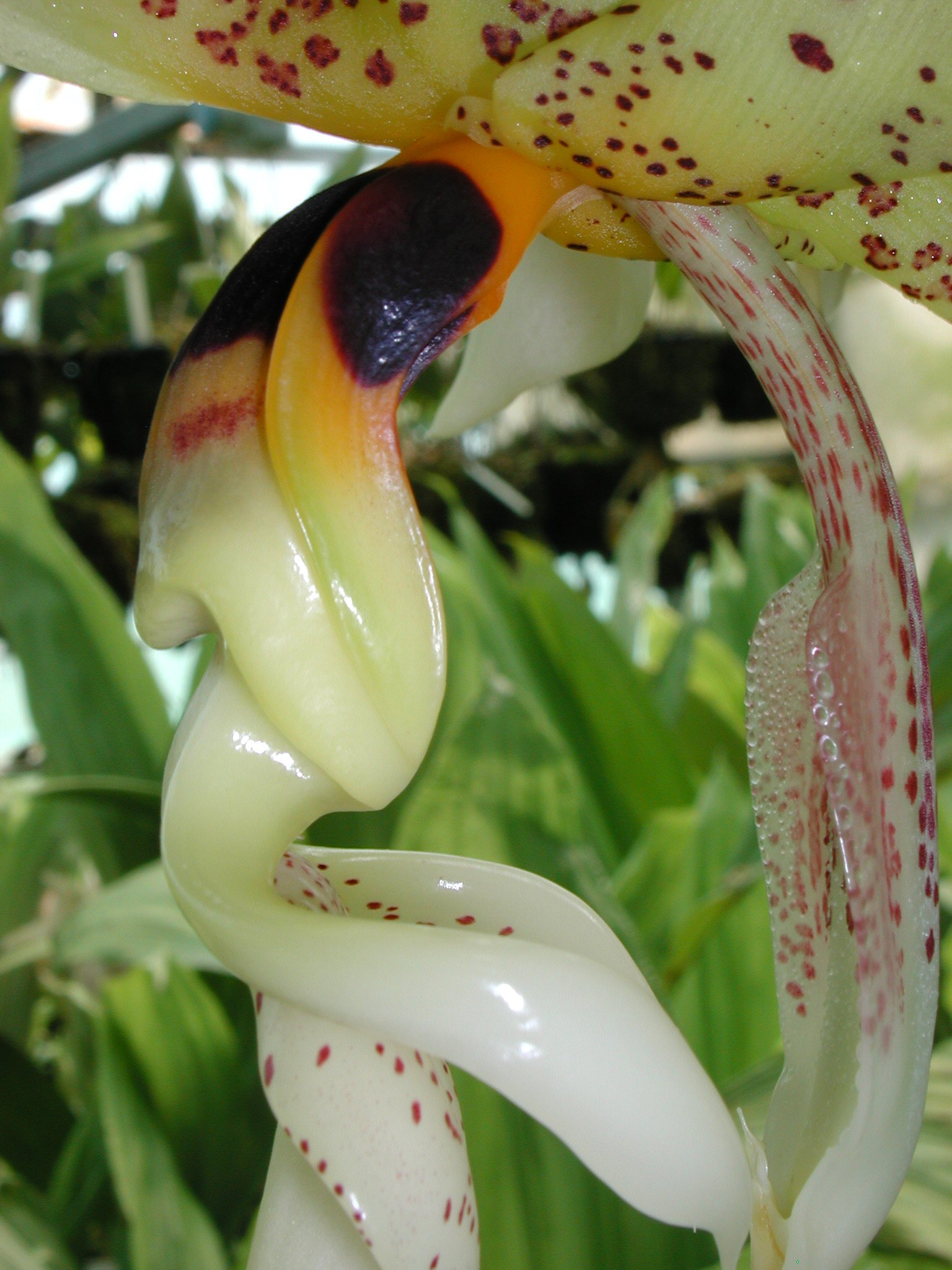
花・側面

他方で小さな花を付ける種もあり、大きな花を付ける種に比して花の構造が単純で、特に唇弁に角状突起がない。この型の花を付ける種は大抵花を2個付け、このタイプが属の中で祖先的な型であると考えられる。

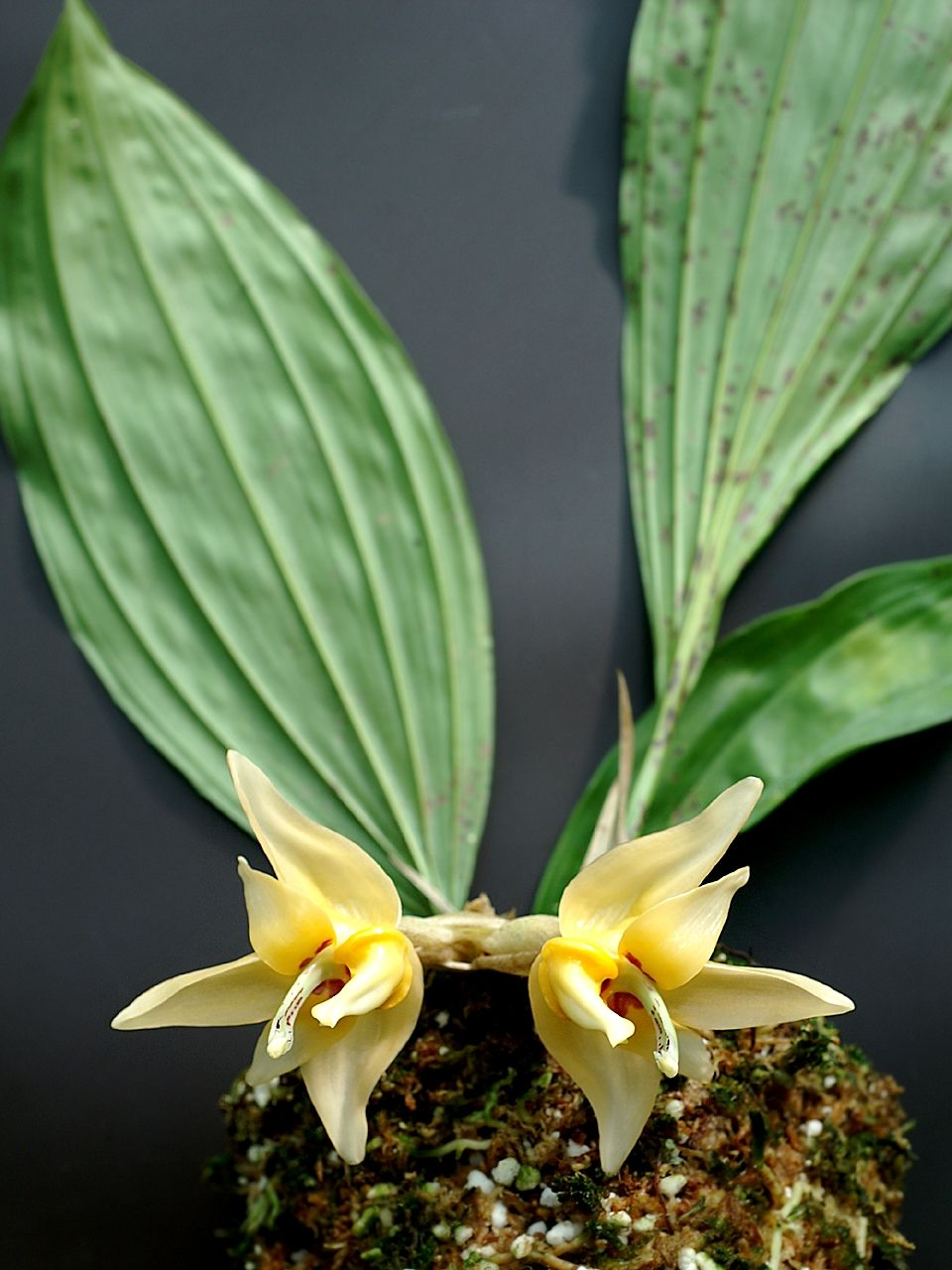
S. avicula 小柄で単純な花をつける種の例
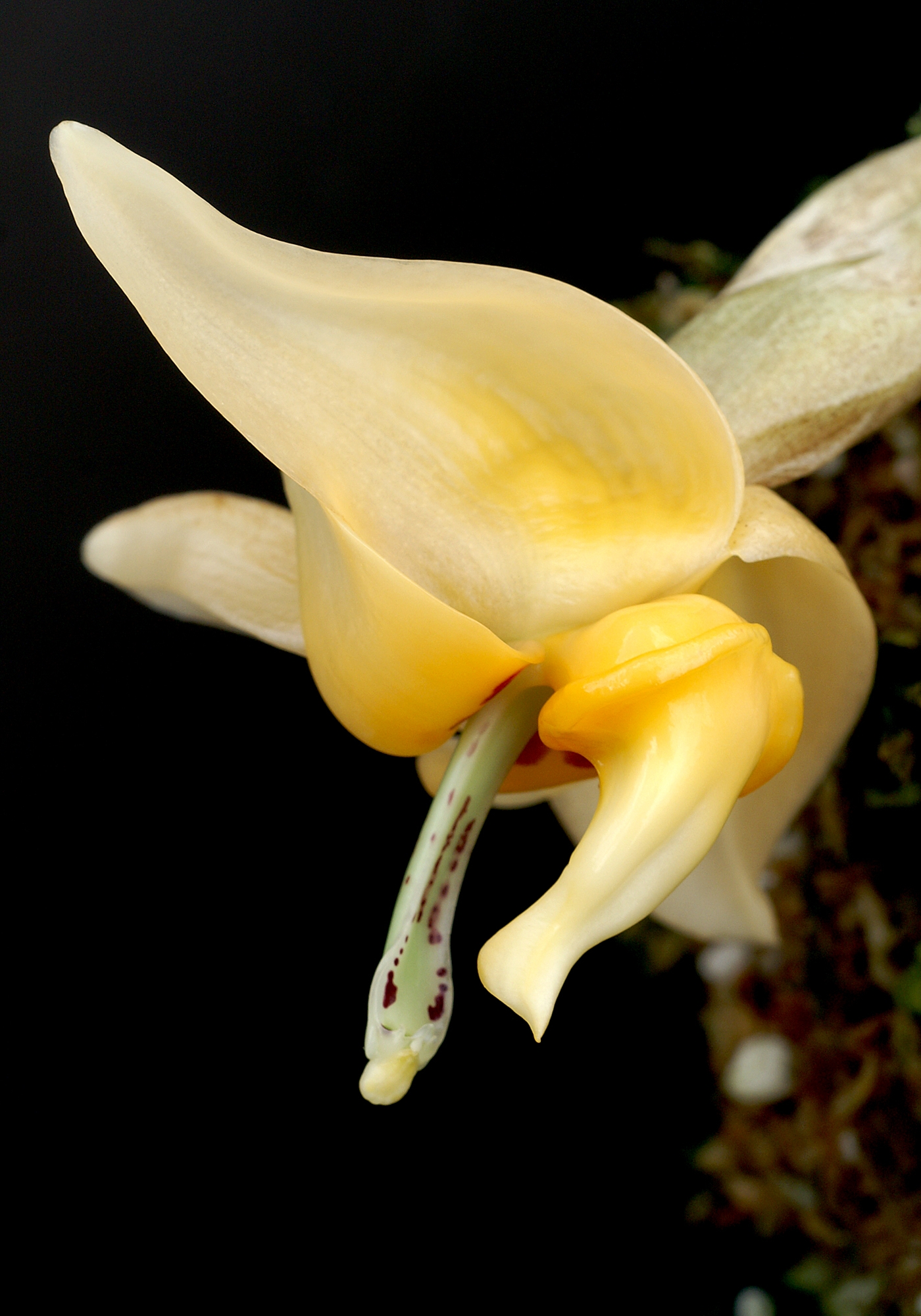
同・花の側面

学名はイギリス王立園芸協会の会員でロンドン薬用植物協会の会長であったCharles Stanhope伯(1781-1855)に献名されたものである。

### 花の構造の意味合い
この属の花は、花粉媒介のために特定の昆虫を誘引し、それに対して効果的に花粉塊を付着させるように進化した結果である。本属のランの花粉を媒介するのはシタバチ類の雄で、ヒポキルからはこのハチを誘引する物質が分泌される。しかも、この物質は花の種ごとに異なる物質を生産し、誘引されるハチの種も異なる。これは種間の交雑を避ける仕組みともなっている。誘引されたハチはヒポキルの中でその香りの元を探るが、その表面が滑りやすくなっているのでハチは足を滑らし、その滑った先にはずい柱の先端がある。底には粘着性物質に包まれた花粉塊があるので、ハチの身体にそれが自動的に付着する。なお、メソキルにある角状の突起はハチが滑り台から横に落ちないためのガードレールのような役割を担っている。

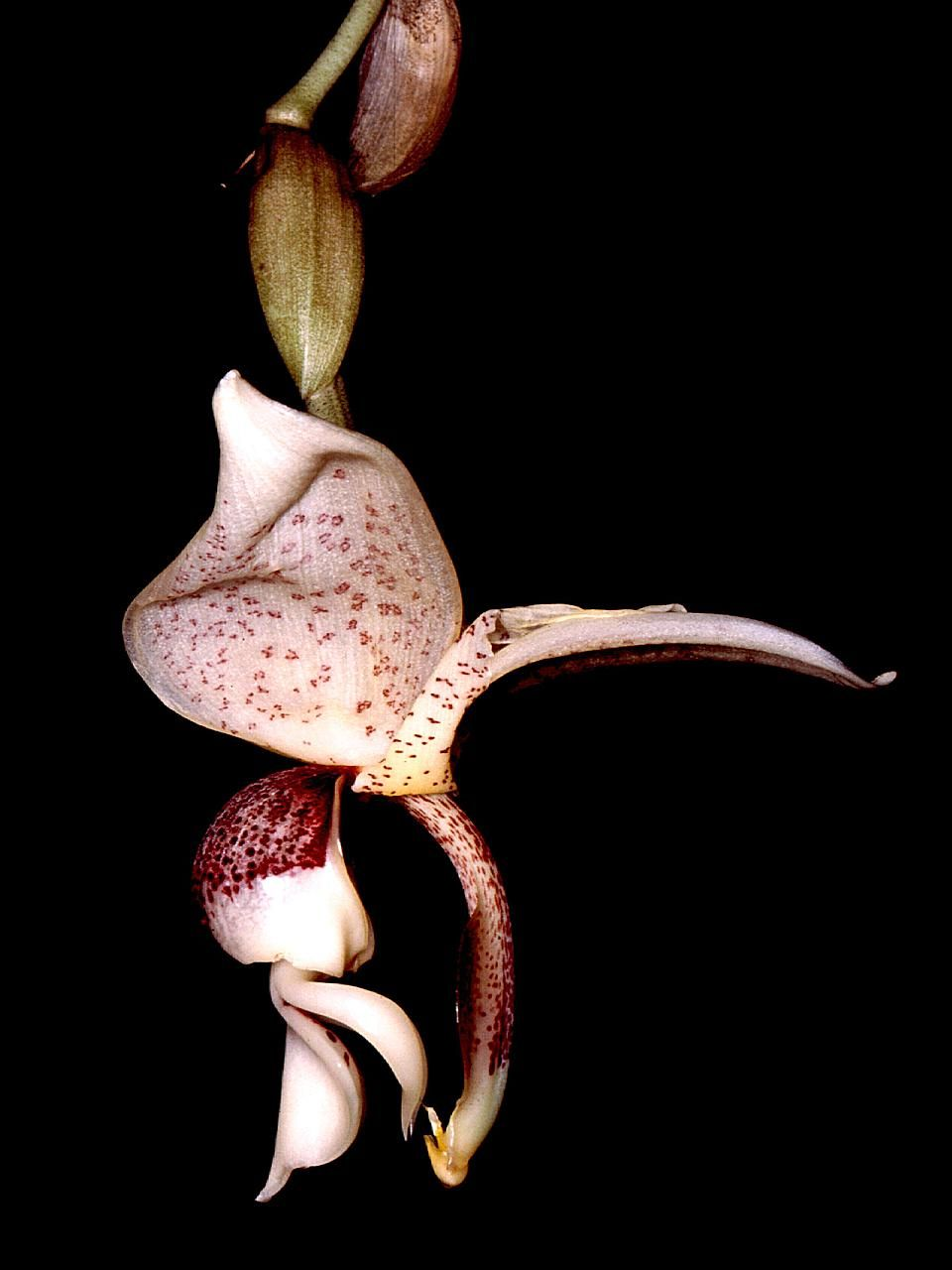
S. insignis・大きな花をつけるものの例
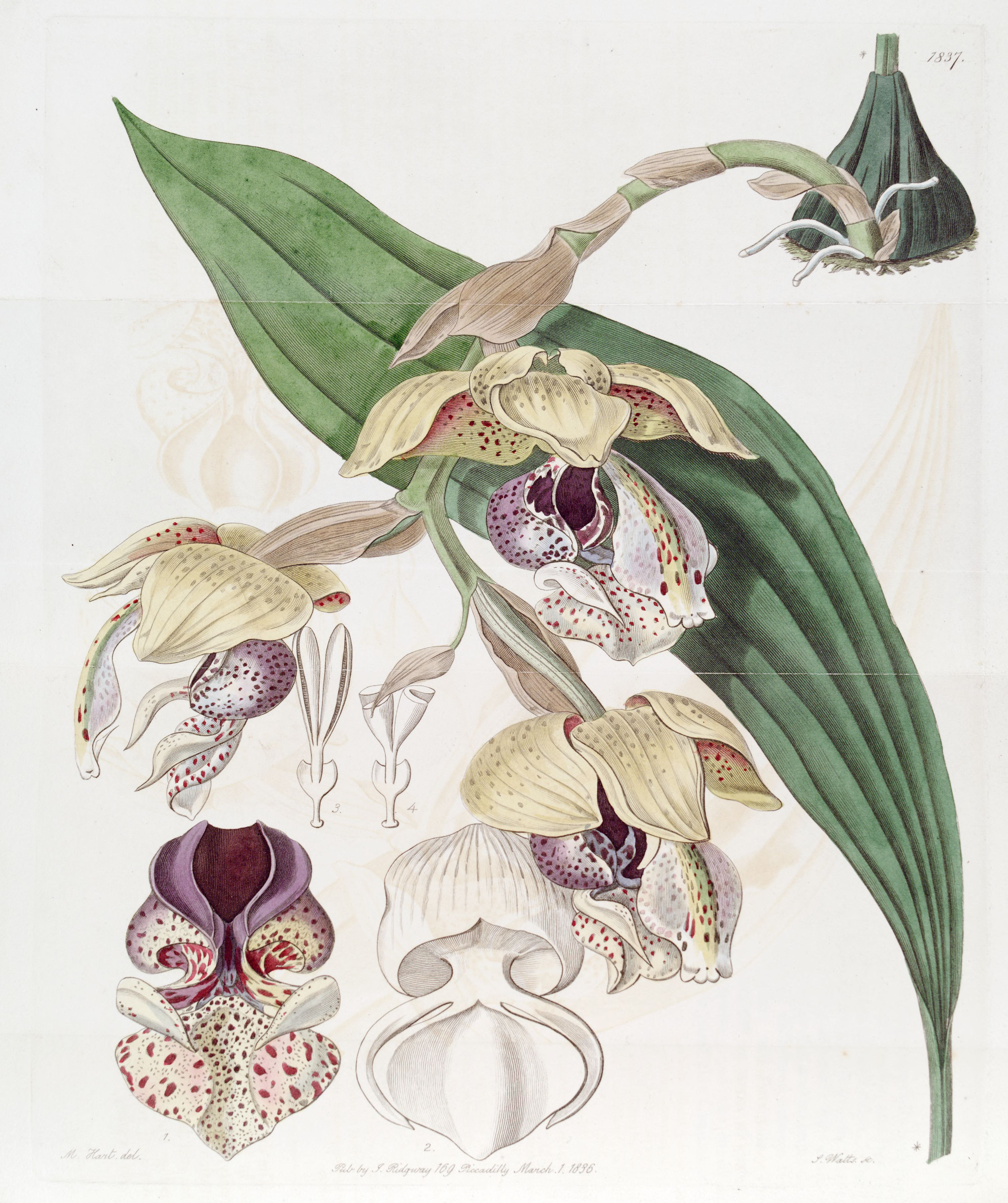
同・図版
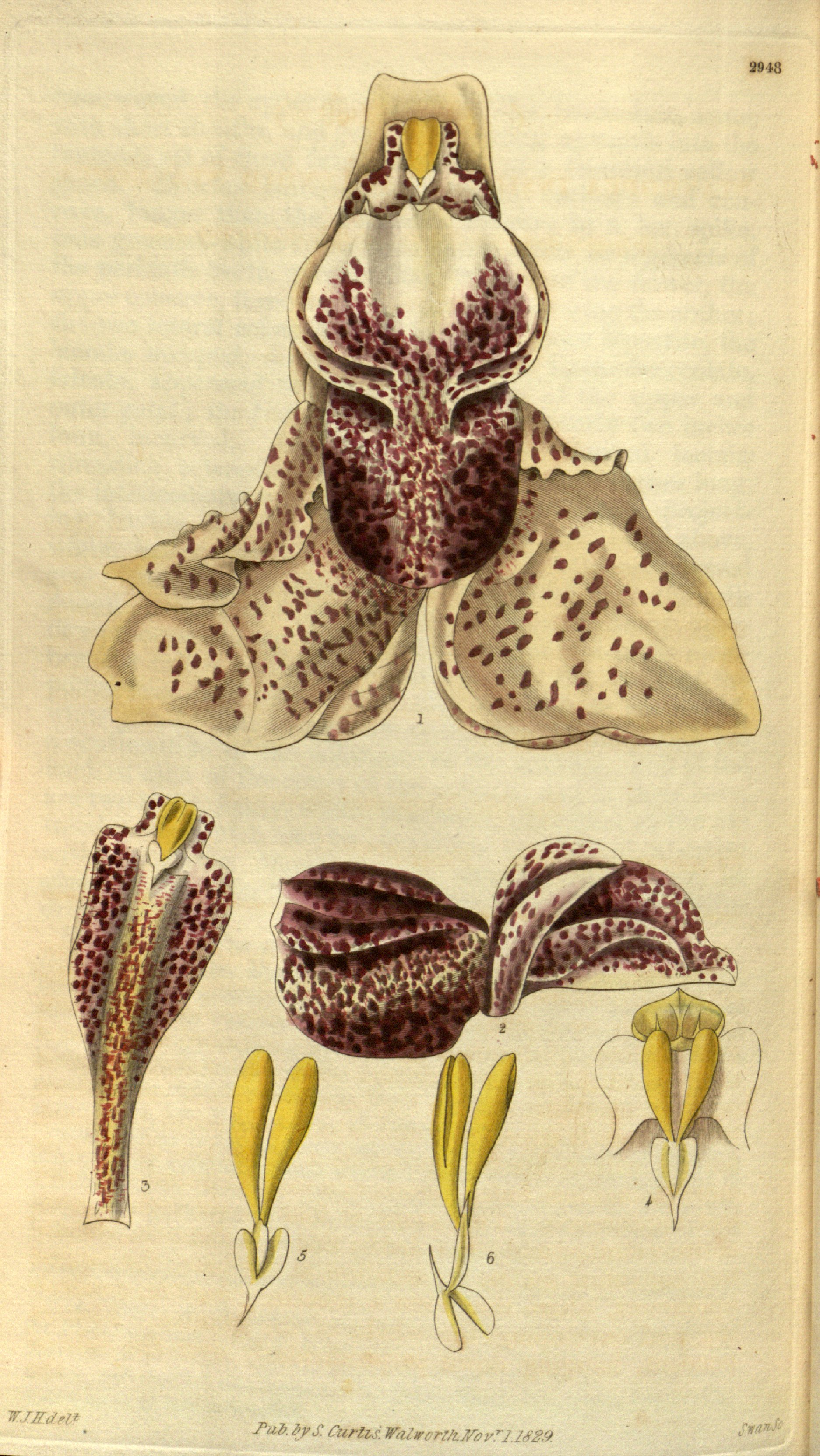
同・唇弁と花粉塊の拡大図

このタイプの花を英名で"drop flower"、あるいは"fall-through " flower と呼んでいる。本属の花粉媒介をするハチとしては Eufriesea 、Euglossa 、Eulaemaの3属が知られる。スタンホペア連では自家不和合性を持ち、他家受精のみが行われるようになっている例が知られているが、本属ではこのことはむしろ花の構造によって実現されている。また花粉塊は粘液でしっかりと纏まっており、乾燥するまでは受粉に供しにくい。なお、シタバチの雄の匂い集めを利用して花粉媒介をさせることはスタンホペア亜連 Stanhopeinae のものに広く知られる所である。しかしながら、シタバチ雄の行動の意味そのものについては諸説あるものの、はっきりした理由はわかっていない。

## 分布と生育環境
中南米、メキシコからブラジルまでの熱帯域に分布する。

## 分類
ガーデンライフ編(1969)では25種とある。だがその後多くの種が追加され、Pansarin & Amaral(2009) では55種とある。
代表的なものを挙げる。
- Stanhopea
  - S. graveolens
  - S. insignis
  - S. oculata
  - S. tigrina

## 利用
洋ランとして栽培される。洋ランとしての略称は Stan. である。ヨーロッパに導入されたのは洋ランの中でも古く、 S. insigne は1823-1825年頃であった。
栽培に際してはバスケットに水苔で植えるか、鉢に植える場合には底を大きく抜いておく。その上で吊り下げて栽培する。これは、花茎が真下に抜け出る性質があるので、それが抜け出せるようにするための対策である。花は大きくて花形が面白いので見応えがあるが、寿命は短い。